# 码头镇 (瑞昌市)
码头镇，是中华人民共和国江西省九江市瑞昌市下辖的一个乡镇级行政单位。

## 行政区划
码头镇下辖以下地区：
东街社区、西街社区、金丝社区、港尾社区、江洲造船厂社区、码头村、长咀村、朱湖村、苏山村、梁公村、团结村、胜利村、龙泉村、新风村、赤庄村、长丰村、长流村、翠林村、三源村、龙窝村、黄沙林场生活区、第二砖瓦厂社区、棉种场生活区和鲁家湖生活区。